# Matsumotos zetafunktion
Inom matematiken är Matsumotos zetafunktioner en slags zetafunktioner introducerade av Kohji Matsumoto 1990. De är funktioner av formen
{\displaystyle \phi (s)=\prod _{p}{\frac {1}{A_{p}(p^{-s})}}}
där p är ett primtal och Ap är ett polynom.

### Allmänna källor
- Matsumoto, Kohji (1990), ”Value-distribution of zeta-functions”, Analytic number theory (Tokyo, 1988), Lecture Notes in Math., "1434", Berlin, New York: Springer-Verlag, doi:10.1007/BFb0097134